# Davanagere
Davanagere è una città dell'India di 363.780 abitanti, capoluogo del distretto di Davanagere, nello stato federato del Karnataka. In base al numero di abitanti la città rientra nella classe I (da 100.000 persone in su).

## Geografia fisica
La città è situata a 14° 28' 0 N e 75° 55' 0 E e ha un'altitudine di 604 m s.l.m..

## Società

### Evoluzione demografica
Al censimento del 2001 la popolazione di Davanagere assommava a 363.780 persone, delle quali 187.603 maschi e 176.177 femmine. I bambini di età inferiore o uguale ai sei anni assommavano a 43.607, dei quali 22.462 maschi e 21.145 femmine. Infine, coloro che erano in grado di saper almeno leggere e scrivere erano 252.049, dei quali 139.319 maschi e 112.730 femmine.